# Oneški poluotok
Oneški poluotok (rus. Онежский полуостров) nalazi se u Arhangelskoj oblasti u Rusiji. Prodire u Bijelo more, s Oneškim zaljevom na jugozapadu i Dvinskim zaljevom na sjeveroistoku. Poluotok je dug oko 150 km, a širina mu varira između 60 i 75 km.

## Geografija
Obalno područje poluotoka je naseljeno. Sela (u smjeru suprotnom od kazaljke na satu) Nyonoksa, Syuzma, Krasnaya Gora, Pertominsk, Unsky, Yarenga, Lopshenga, Letny Navolok, Letnyaya Zolotitsa, Pushlakhta, Lyamtsa, Purnema i Nizhmozero nalaze se na ili blizu obale. Sjeveroistočnu obalu poluotoka presijeca Unski zaljev, zaljev u zaljevu Dvina, koji je dugačak oko 20 km. Sela Una i Luda nalaze se na unutrašnjoj obali Unskog zaljeva. Unutrašnjost poluotoka (sjeverozapadno od crte koja povezuje Ludu i Purnemu) je divljina bez stalnog stanovništva. Malo se drva sječe u Verkhneozersku, jugoistočno od Lude. Unutrašnjost poluotoka je brežuljkasta i ima mnogo jezera, od kojih su najveća jezera Mjandozero, Vežmozero (oba jezera se ulijevaju u rijeku Vežmu - koja utiče u Unski zaljev), jezero Lyamitskoye (koje se uliva u rijeku Lyamtsa)., teče prema zapadu), i jezero Bolshoye Vygozero (koje se ulijeva u rijeku Zolotitsa, koja također teče na zapad).

## Uprava
Administrativno, poluotok dijele Oneški i Primorski rajon i grad Severodvinsk u Arhangelskoj oblasti. Dana 17. prosinca 1940. na poluotoku je osnovan Bjelomorski rajon, na područjima koja su prije bila dijelovi Primorskog i Oneškog rajona. Administrativno središte rajona postalo je selo Pertominsk. Dana 30. rujna 1958. Belomorski rajon je ukinut, a područje rajonapodijeljeno je između Primorskog i Oneškog rajona.

## Povijest i religija
Poluotok su naselili Novgorodci najkasnije u 13. stoljeću. Pomori, koji žive na obali, potomci su Novgorodaca. Većina sela na obali poluotoka ima povijesni značaj. Ansambl Purnema Pogosta, koji se sastoji od crkve sv. Nikole (1618.) i crkve Rođenja (1860.), te Zaostrovskog pogosta u selu Nyonoksa, koji se sastoji od crkve Prikazanja Isusova u hramu (1683. – 1688.) i Crkva sv. Mihovila (1776. – 1785.), zaštićene su na saveznoj razini kao spomenik arhitekture.
Selo Lopshenga predstavljeno je u djelima Jurija Kazakova, ruskog pisca kratkih priča koji je mnogo putovao ruskim sjeverom. Naziv jedne od Kazakovljevih knjiga kratkih priča je Poedemte v Lopshengu — Idemo u Lopshengu.

## Gospodarstvo i promet
Gospodarstvo poluotoka temelji se na drvnoj industriji i ribarstvu. Selo Luda povezano je cjelosezonskom cestom sa Severodvinskom i Onegom. Preko Unskog zaljeva vozi trajekt. Druga sela na obali imaju rijetke zračne i morske veze s Onegom i Arhangelskom.
Nacionalni park Onežskoje Pomorje otvoren je na obali poluotoka Onega 2013. godine radi zaštite netaknutih šuma.